# Mathieu Cordang

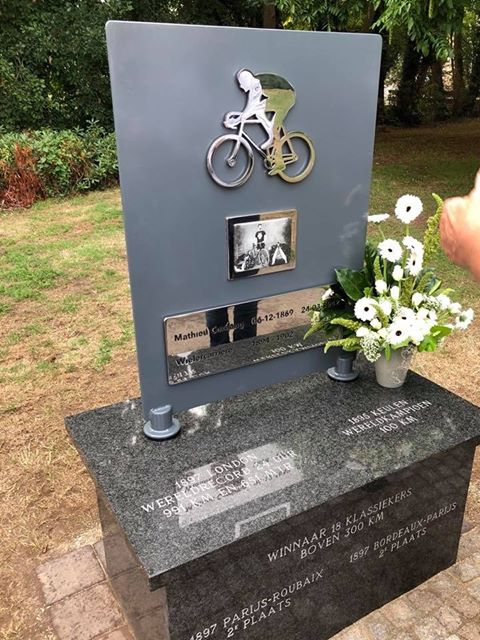
Denkmal zu Ehren von Cordang in Swalmen

Joannes Matheus „Mathieu“ Cordang (* 6. Dezember 1869 in Blerick; † 24. März 1942 in Swalmen) war ein niederländischer Radrennfahrer.

## Biografie

### Sportliche Laufbahn
Mathieu Cordang gehörte gemeinsam mit Jaap Eden zu den niederländischen Radsport-Pionieren. Er kam aus ärmlichen Verhältnissen und war das neunte von 15 Geschwistern. Deshalb ging er früh zur See. 1893 besuchte er bei einem Hafenaufenthalt ein Rennen in Vlissingen. Kurzerhand lieh er sich ein Rad, nahm teil, gewann und entschied sich daraufhin für den Beruf des Rennfahrers. Am 15. September 1893 wurde er Mitglied des Algemene Nederlandsche Wielrijders-Bond,. Zudem eröffnete er ein Fahrradgeschäft.
Seinen ersten großen Sieg feierte Cordang 1894 bei seinem Debüt als Radsportler bei dem heimischen Klassiker Amsterdam-Arnhem-Amsterdam, mit zwölf Minuten Vorsprung vor dem Radsportstar Kees Witteveen, der sein Dauerrivale werden sollte. Gemeinsam mit Chris Bailleux wurde er Weltmeister im Tandemrennen. Er wurde Spezialist für Steherrennen und lange Distanzen auf der Bahn. Für seine Teilnahmen an den Rennen Paris–Brest–Paris und Bordeaux–Paris erhielt er von dem Fahrradhersteller Gladiator 60.000 Francs. 1895 wurde er in Köln Weltmeister der Steher bei den Amateuren (vor Landsmann Witteveen). Anschließend wurde er Profi, was Niederländern erst seit diesem Jahr erlaubt war.. Auch fuhr er ein Rennen gegen den Schnellzug Maastricht - Roermond, das er gewann, obwohl die Bahn eine um zwei Kilometer kürzere Strecke befuhr.
1897 belegte Cordang jeweils den zweiten Platz bei den Rennen Paris–Roubaix (hinter dem späteren Gewinner der ersten Tour de France, Maurice Garin) und Bordeaux–Paris hinter Gaston Rivierre. Er ging nach London, wo er die größte Leistung seiner Laufbahn absolvierte: Am 18. September 1897 fuhr 24 Stunden lang hinter Schrittmachern und brach alle bis dahin bestehenden Weltrekorde. Insgesamt fuhr er 991 Kilometer und 651 Meter. Bei seiner Rückkehr in die Niederlande wurde er gefeiert und erhielt den Spitznamen Recordang. Er selbst brach im September 1899 in Den Haag diesen 24-Stunden-Weltrekord mit 1030 Kilometer und 110 Metern. 1900 entschied er das 24-Stunden-Rennen Bol d’Or für sich.
Bei den Olympischen Spielen 1900 in Paris gewann Cordang eine Goldmedaille im 24-Stunden-Rennen hinter (unmotorisierten, mehrsitzigen) Schrittmachermaschinen. Dieser Wettbewerb ist jedoch nicht offiziell anerkannt. Im selben Jahr siegte er beim Bol d'Or des Monédières Chaumeil vor Garin und dem Deutschen Thaddäus Robl. Diesen Sieg nahm Cordang, ein Kettenraucher mit Vorliebe für Zigarren, Alkohol und Essen, zum Anlass zurückzutreten.

### Nach dem Sport
Wenige Monate nach seinem Rücktritt ging Cordangs Wohnhaus in Blerick mit seiner gesamten Trophäensammlung in Flammen auf. Daraufhin zog er nach Swalmen, dem Heimatort seiner Frau, wo er zunächst einen Fahrradladen und später eine Autowerkstatt eröffnete. Auch nahm er an Autorennen teil. Er wurde Vater von acht Kindern, denen er verbot, Radsportler zu werden. 1942 beschlagnahmten die Deutschen sämtliche Autos und Motoren Cordangs, und er musste sein Geschäft schließen. Wenig später starb Mathieu Cordang an Lungenentzündung.

## Ehrungen
In Almere wurde der Cordangpad nach ihm benannt.
Im August 2018 wurde in Swalmen der Mathieu Cordang Park nach ihm benannt und dort ein Denkmal für ihn enthüllt.